# Сігаєв Віктор Геннадійович
Ві́ктор Генна́дійович Сіга́єв (9 травня 1984 — 17 січня 2015) — прапорщик Збройних сил України, учасник російсько-української війни.

## Життєпис
Віктор Сігаєв народився 9 травня 1984 року в м. Новояворівськ. З 1990 р. навчався в Новояворівській СЗШ № 3. Після закінчення школи вступив до професійно-технічного училища № 65 (нині — Новояворівське вище професійне училище), здобув професію слюсаря з ремонту автомобілів.
У 2002—2003 роках проходив строкову службу, надалі — служба за контрактом, рядовий склад. У 2004—2006 роках — служба за контрактом на посаді прапорщика, 2006—2007 — за контрактом на посадах осіб молодшого начальницького складу. У 2007—2008 роках — механік-водій-електрик станції Р-142Н в/ч А2627, місто Винники. У 2009—2014 роках — інструктор з водіння взводу навчальних автомобілів, рота матеріально-технічного забезпечення Академії сухопутних військ.
У часі війни — військовослужбовець 3-го батальйону 72-ї окремої механізованої бригади; головний сержант роти матеріально-технічного забезпечення Академії Сухопутних військ України імені гетьмана Петра Сагайдачного.
Загинув 17 січня 2015-го під час бойового зіткнення з терористами поблизу Оленівки Волноваського району. Під час супроводу новоприбулих посадових осіб до позицій українських військовиків загін потрапив у засідку; на вимогу противника здатись у полон вояки відмовилися та вступили в бій. У ході бою Віктор Сігаєв знищив декілька ворогів, однак зазнав поранень, несумісних з життям. Наступного ранку зателефонували російські терористи й повідомили, що вони забрали тіло Віктора і його товариша в Донецьк і щоб за ним приїхали родичі.
Без Віктора лишились мама, брат, дружина й син.
Похований у місті Новояворівськ.

## Нагороди та вшанування
- Указом Президента України № 436/2015 від 17 липня 2015 року, «за особисту мужність і високий професіоналізм, виявлені у захисті державного суверенітету та територіальної цілісності України, вірність військовій присязі», нагороджений орденом «За мужність» III ступеня (посмертно)[1].
- На стіні будинку, де проживав Віктор, на його честь відкрито меморіальну дошку.
- Вшановується в меморіальному комплексі «Зала пам'яті», в щоденному ранковому церемоніалі 17 січня[2][3].